# Marshall Thompson

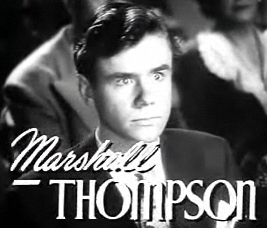
Marshall Thompson 1945

Marshall Thompson (* 27. November 1925 in Peoria, Illinois; † 18. Mai 1992 in Royal Oak, Michigan) war ein US-amerikanischer Schauspieler, Regisseur und Drehbuchautor.

## Leben und Wirken
Seine erste winzige Rolle hatte Thompson 1944 in der Komödie Henry Aldrich, Boy Scout. Er arbeitete in den folgenden Jahren bei Universal Pictures und Metro-Goldwyn-Mayer, wobei er in jungen Jahren oft im Rollenfach des freundlichen „Jungen von nebenan“ eingesetzt wurde. Eine tragende Rolle spielte er 1949 in William A. Wellmans Kriegsdrama Kesselschlacht, in dem die Ardennenoffensive thematisiert wird. Bekannt ist er auch für seine Mitwirkung in den beiden Science-Fiction-Horrorfilmen Ungeheuer ohne Gesicht und It! The Terror from Beyond Space von 1958, in denen er jeweils die Hauptrolle spielte. 
Thompson wurde weltberühmt durch den von ihm in der Fernsehserie Daktari (eine adaptierte Übersetzung von englisch „Doktor“ auf Swahili) gespielten Tierarzt Dr. Marsh Tracy in Afrika. Die Serie wurde zwischen 1966 und 1969 gedreht und zählte seit ihrer Erstausstrahlung 1969 in Deutschland zu den beliebtesten Serien der frühen 1970er-Jahre. Insgesamt wurden 89 einstündige Teile ausgestrahlt. In den 1960er-Jahren versuchte sich Thompson auch als Autor und Regisseur, so drehte er als Regisseur die Kriegskomödie A Yank in Viet-Nam und vier Folgen der Serie Flipper. Bei dem Daktari vorausgegangenen Kinofilm Clarence, der schielende Löwe und der Serie George, in der er zwischen 1972 und 1974 die Hauptrolle spielte, war Thompson als Drehbuchautor beteiligt. Zuletzt stand Thompson für das 1991 erschienene Actiondrama McBain in einer Nebenrolle vor der Kamera. 
Marshall Thompson starb 1992 im Alter von 66 Jahren an Herzversagen. Er war nach einer Romanze mit Elizabeth Taylor von 1948 bis zu seinem Tod mit der Schauspielerin Barbara Long, der Schwester des Schauspielers Richard Long, verheiratet. Er hinterließ eine Tochter, Janet.

## Filmografie (Auswahl)
- 1944: Henry Aldrich, Boy Scout
- 1945: Schnellboote vor Bataan (They Were Expendable)
- 1945: Die Entscheidung (The Valley of Decision)
- 1945: Urlaub für die Liebe (The Clock)
- 1946: Geheimnis des Herzens (The Secret Heart)
- 1946: Eine Falle für den Banditen (Bad Bascomb)
- 1948: B.F.’s Daughter
- 1948: Words and Music
- 1948: Dr. Johnsons Heimkehr (Homecoming)
- 1948: Command Decision
- 1949: Kesselschlacht (Battleground)
- 1949: Entscheidung am Fluß (Roseanna McCoy)
- 1949: Sumpf des Verbrechens (Scene of the Crime)
- 1950: Fluch des Blutes (Devil's Doorway)
- 1950: Die Tote in den Dünen (Mystery Street)
- 1950: Stars in My Crown (Sprechrolle als Erzähler)
- 1951: Verschwörung im Nachtexpreß (The Tall Target)
- 1953: Der Tolpatsch (The Caddy)
- 1955: Zur Hölle und zurück (To Hell and Back)
- 1955: Guten Morgen, Miss Fink (Good Morning, Miss Dove)
- 1958: Ungeheuer ohne Gesicht (Fiend Without a Face)
- 1958: It! The Terror from Beyond Space
- 1959: Rakete 510 (First Man Into Space)
- 1959: Menschen im Weltraum (Men into Space, Fernsehserie, eine Folge)
- 1960: Perry Mason (Fernsehserie, 1957) (S3/F13 Der Fall mit den alten Kameraden als Arthur Poe)
- 1960–1961: Mein unmöglischer Engel (Angel; Fernsehserie, 33 Folgen)
- 1962: Hölle auf Guam (No Man Is an Island)
- 1964: A Yank in Viet-Nam – auch Regisseur
- 1965: Clarence, der schielende Löwe (Clarence, the Cross-Eyed Lion)
- 1966: Unter Wasser rund um die Welt (Around the World Under the Sea)
- 1966–1969: Daktari (Fernsehserie, 89 Folgen)
- 1973: Die Straßen von San Francisco (Fernsehserie, Folge 2x3)
- 1972–1974: George (Fernsehserie, 26 Folgen)
- 1976: Am Wendepunkt (The Turning Point)
- 1977: Drei Engel für Charlie (Fernsehserie, Folge Ein Engel lernt fliegen)
- 1980: Die Formel (The Formula)
- 1980: Lou Grant (Fernsehserie, 2 Folgen)
- 1982: Der weiße Hund von Beverly Hills (White Dog)
- 1986: Dallas – Wie alles begann (Dallas: The Early Years) (Fernsehfilm)
- 1989: Mord ist ihr Hobby (Murder, She Wrote, Fernsehserie, Folge 6x04)
- 1991: McBain